# Caso Roswell
O Caso Roswell, ou Incidente em Roswell (em inglês: The Roswell Incident) refere-se à recuperação, em julho de 1947, dos fragmentos de um balão num rancho próximo da cidade de Roswell, no estado do Novo México, nos Estados Unidos e das teorias da conspiração que surgiram com base nisso.
O facto ocorreu no contexto de uma onda de relatos de "discos voadores" que se passou no verão de 1947, nos EUA, quando, após a cobertura mediática de alegações do piloto Kenneth Arnold, centenas de relatos de avistamentos ocorreram no país. Em 8 de julho, o primeiro comunicado à imprensa feito pela Base Aérea local afirmou ter recuperado um "disco voador". Pouco depois, o exército retratou-se, afirmando que teria sido um balão meteorológico comum. Por fim, revelou tratar-se de um balão-sonda do Projeto Mogul.
O caso permaneceu esquecido até aos anos 70, quando ufólogos começaram a formar variadas teorias da conspiração, afirmando que uma ou mais naves extraterrestres se haviam despenhado, e que os tripulantes alienígenas haviam sido recuperados por militares que depois encobriram a situação e tentaram esconder o que realmente tinha acontecido.
Em 1994, a Força Aérea dos EUA publicou um relatório identificando o objecto despenhado como um balão de vigilância de testes nucleares do Projeto Mogul. Um segundo relatório da Força Aérea, publicado em 1997, concluiu que os relatos de "corpos de extraterrestres" provavelmente resultaram de quedas de bonecos de ensaio (crash test dummies) a partir de altitudes elevadas, em 1953, vários anos depois do acontecimento.
O incidente de Roswell continua a ser do interesse da mídia popular, e persiste a criação de teorias da conspiração em torno deste caso. B. D. Gildenberg descreveu-o como "a mais famosa, mais exaustivamente investigada e mais minuciosamente desacreditada alegação de OVNIs".

## Incidente em 1947
No dia 8 de julho de 1947, Walter Haut, o porta-voz da Base Aérea de Roswell, na altura comandada pelo coronel William Blanchard,  distribuiu o seguinte comunicado de imprensa:
"Os diversos boatos relativos ao disco voador tornaram-se ontem uma realidade quando o setor de informação do 509º Grupo de Bombardeio da VIII Força Aérea, Aeroporto Militar de Roswell, teve a sorte de tomar posse de um disco, graças à cooperação de um fazendeiro local e do gabinete do xerife do condado de  Chavez.
O objeto voador pousou em uma fazenda das proximidades de Roswell no decorrer da semana passada. Como não tinha telefone, o fazendeiro guardou o disco até poder entrar em contato com o gabinete do xerife, que por sua vez notificou o Major Jesse A. Marcel, do Setor de Informação do 509º Grupo de Bombardeio.
Providenciou-se imediatamente para que o disco fosse recolhido na residência do fazendeiro. Examinado na Base Aérea Militar de Roswell, foi mais tarde confiado pelo Major Marcel às autoridades competentes".
Na localidade de Roswell, Novo México, o jornal Roswell Daily Record logo publicou em primeira página a notícia de que o 509º Grupo de Bombardeiros da então Força Aérea do Exército dos EUA havia tomado posse dos destroços de um disco voador. A notícia causou rebuliço na cidade, mas já no dia seguinte, em Fort Worth,  a Força Aérea (e os jornais) desmentiram a história, afirmando que os restos eram apenas de um balão meteorológico.

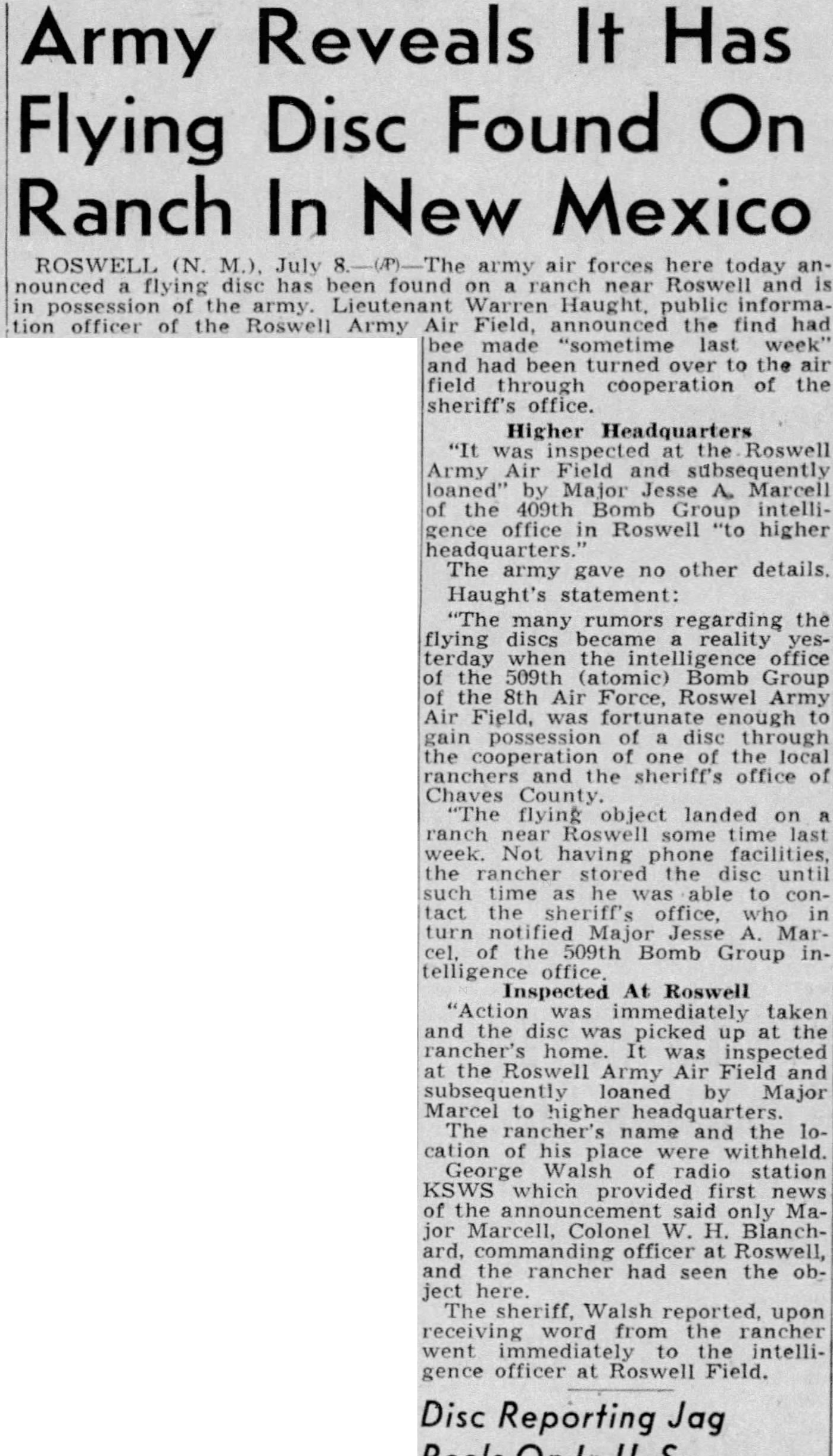
O artigo do jornal Sacramento Bee de 8 de Julho de 1947, detalhando as declarações da Base Aérea de Roswell.

 Os destroços haviam sido encontrados originalmente por um fazendeiro chamado William "Mac" Brazel. Nos primeiros dias de Julho de 1947, (provavelmente a 3) teria havido uma grande tempestade local, e algumas testemunhas afirmam ter ouvido um estrondo , entre os trovões, que não lhes era semelhante. Numa data incerta após a tempestade, W. Brazel, enquanto andava a cavalo com Timothy, de sete anos de idade, um filho de vizinhos seus, deparou-se, a cerca de doze quilómetros do rancho em que vivia, com uma série de destroços. Brazel estava acostumado a encontrar restos de balões meteorológicos, mas estes, segundo as suas próprias palavras,  eram diferentes. Estavam espalhados por uma área bastante grande e não tinha as habituais instruções para devolução  âs entidades oficiais.  "Tenho a certeza que o que encontrei não foi nenhum balão de observação meteorológica", disse ele. "Mas se eu encontrar mais alguma coisa para além de uma bomba, eles vão ter dificuldade em conseguir que eu diga alguma coisa sobre o assunto".  Os animais evitavam a área.
Brazel e o jovem Timothy levaram algum desse material, e foram contando do achado a vários vizinhos e conhecidos. A 4 de Julho, fragmentos já passavam de mão em mão em Corona. Durante alguns dias, muitos se deslocaram ao local da descoberta para levar consigo um dos pedaços dos estranhos  materiais.     

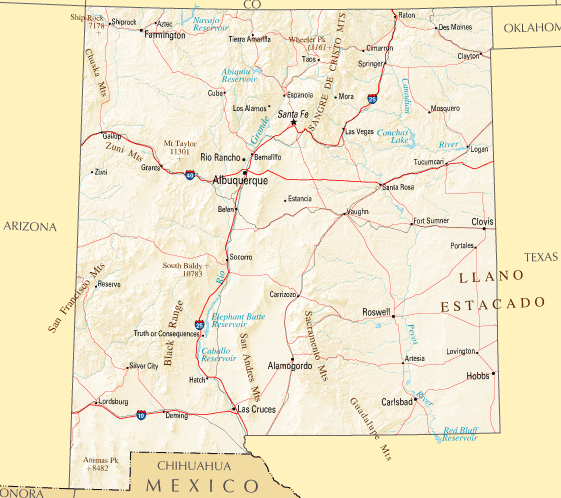
Localização de Roswell, no Novo México.

 Alguns jornais estariam a oferecer até três mil dólares por uma prova dos chamados "discos voadores", assunto que estava causando furor na imprensa devido às declarações do piloto Kenneth Arnold feitas duas semanas antes. Arnold relatou que, ao sobrevoar o Oregon, avistou o que seriam nove aeronaves, sem caudas visíveis, em forma de crescente,  e voando em formação a grande velocidade, e descreveu o seu movimento irregular  como o de pires deslizando na superfície de um lago. A imprensa logo cunhou o tal termo "disco voador", excitando as imaginações, o que estimulou quase mil relatos de avistamentos de objetos voadores desconhecidos nas semanas seguintes     —hoje alguns sustentam que o que Arnold viu foram, na verdade, pássaros migrando ( no caso, o pelicano-americano). 
No dia 6 de julho de 1947, Brazel dirigiu-se até a delegacia do xerife George Wilcox, no Condado de Chaves, levando alguns dos destroços, e informando-o de que teria talvez encontrado os restos de um disco voador. O xerife telefonou para a base aérea de Roswell, que enviou o major Jesse Marcel, do 509.º Grupo de Bombardeiros, juntamente com o capitão Sheridan Cavitt, para analisarem os destroços. Os destroços teriam sido transportados para a base de Fort Worth.[carece de fontes?] Enquanto isso o comunicado à imprensa da Força Aérea deu origem à manchete do "Roswell Daily Record" do dia 8. No dia seguinte, o exército norte-americano tratou de desmentir a alegação sobre o disco voador, afirmando que os destroços encontrados eram de um balão meteorológico.
O Coronel Thomas J. DuBose afirmou em 1979 que a explicação do balão tinha sido um encobrimento da verdadeira história, e os destroços encontrados tinham sido trocados para a apresentação aos jornalistas.

## Ressurgimento do interesse e teorias da conspiração (1978–1997)
A história do objeto encontrado caiu no esquecimento até 1978, quando o físico nuclear e ufólogo  Stanton Terry Friedman ouviu falar pela primeira vez do caso através de Lydia Sleppy, que trabalhara numa estação de rádio em Albuquerque. Ela mencionou que há alguns anos a sua estação tinha recebido uma chamada da sua filial em Roswell, Novo México, sobre um "disco" acidentado, e foi-lhe pedido que escrevesse a história. A fonte de Roswell dissera que um disco se tinha despenhado e estava a ser enviado para Wright Field em Ohio. Segundo Lydia Sleppy, enquanto transmitia  o relato para a Associated Press, foi interrompida por uma mensagem: "Não continue com a transmissão, FBI".
Completamente por acaso, Friedman ouviu falar de Jesse Marcel, sobre quem pairavam rumores de já ter tocado um disco voador e procurou-o.Marcel era a única pessoa que se sabia ter acompanhado os destroços do local onde foi encontrado até Fort Worth, e foi entrevistado em 1979 por Moore e Friedman. As afirmações feitas por Marcel na entrevista contradizem o que ele havia dito à imprensa em 1947.

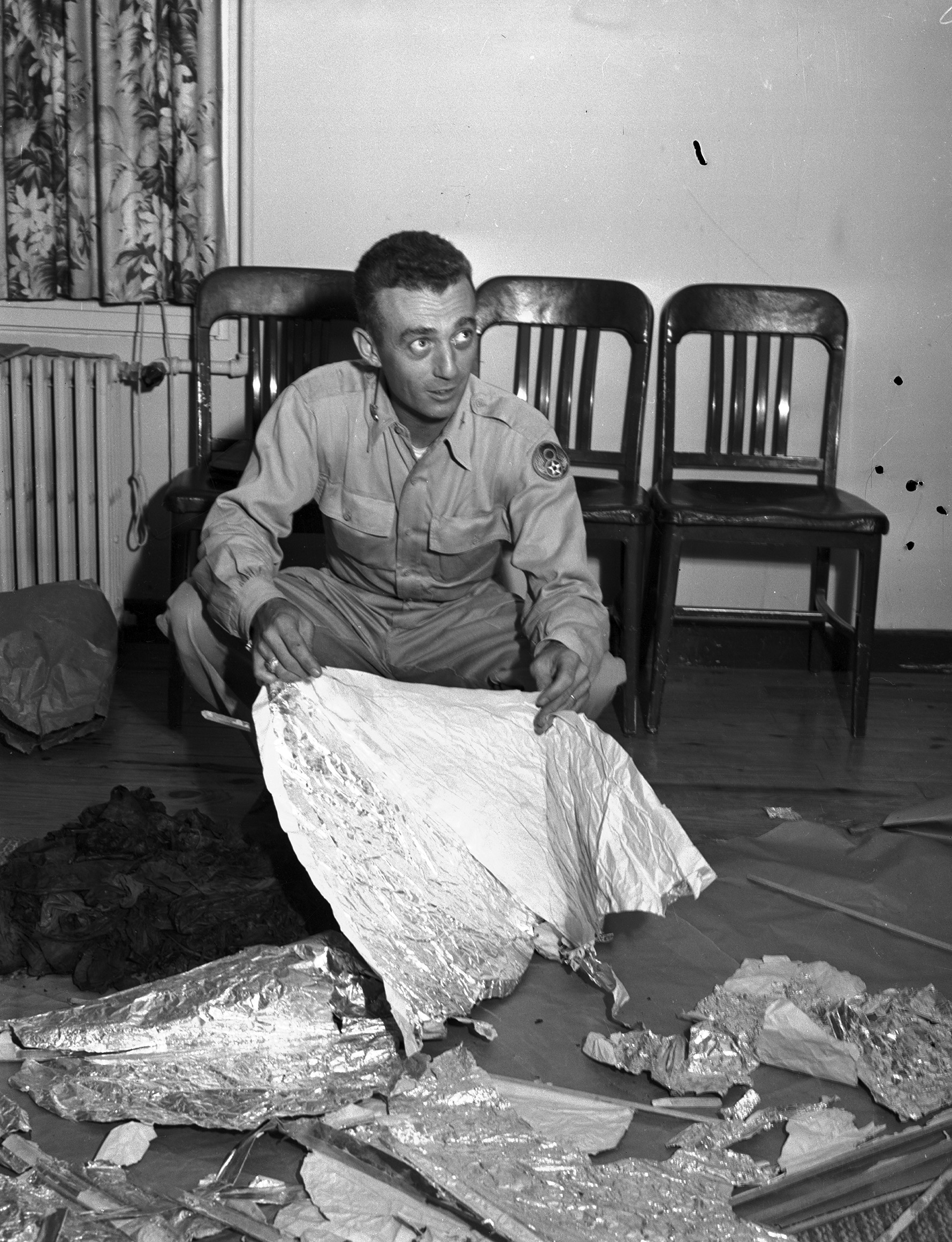
Em Fort Worth, o Major Jesse A. Marcel segurando fragmentos do balão encontrado em Roswell.

 Em Novembro de 1979, a primeira entrevista filmada de J. Marcel foi apresentada num documentário intitulado "UFO's Are Real",escrito com a colaboração de Friedman. A 28 de Fevereiro de 1980, o  tablóide The National Enquirer chamou a atenção  para a história de Marcel. Este afirmava que nunca tinha visto nada como o material encontrado em Roswell, que acreditava ser de origem extraterrestre. Assim, o assunto Roswell voltou às manchetes. A 20 de Setembro de 1980, a série de televisão In Search of... transmitiu uma entrevista em que Marcel descreveu a sua participação na conferência de imprensa de 1947, onde se manteve em silêncio.
Baseando-se em relatos de diversas testemunhas descobertas a partir do ressurgimento do interesse no caso Roswell, ufólogos publicaram os primeiros livros defendendo a tese de que os destroços de 1947 eram de uma nave alienígena. São exemplos The Roswell Incident (1980), de Charles Berlitz e William L. Moore; UFO crash at Roswell (1991) e The truth about the UFO crash at Roswell (1994), de Kevin Randle e Donald Schmitt e Crash at Corona, de Don Berliner e Stanton Friedman (1997).
A mitologia do caso Roswell costuma ter alegações em comum: que os destroços encontrados em Roswell seriam de uma nave alienígena que, por algum motivo desconhecido, teria se acidentado. Ao identificarem os destroços, os militares americanos teriam iniciado uma campanha de desinformação para acobertar a verdadeira origem do material, apresentando a versão oficial de que seriam restos de um balão meteorológico. O material teria sido, na verdade, encaminhado para análise em instalações secretas de pesquisa e escondido do público.
Variações encontradas nas teorias incluem os locais onde teriam sido encontrados destroços, o número de naves que teriam se acidentado, a quantidade de destroços encontrados, a existência ou não de corpos de alienígenas e seu número, bem como a descrição dos materiais.

## Relatórios oficiais (1994–1997)

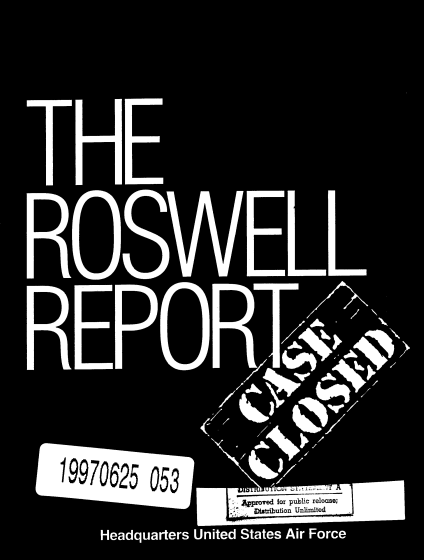
Em 1997, um relatório do Governo dos EUA concluiu que o incidente de Roswell resultou de um balão do Projecto MOGUL e de bonecos de teste.

Em 1994, Steven Schiff, congressista do Novo México, pediu à General Accounting Office (GAO) - Escritório Geral de Auditoria que buscasse a documentação referente ao Caso Roswell. Quando a Força Aérea dos Estados Unidos (USAF) recebeu a petição da GAO, publicou dois relatórios conclusivos sobre o caso: o primeiro, de 25 páginas, intitulado O relatório Roswell: a verdade diante da ficção no deserto do Novo México (The Roswell Report – Fact versus Fiction in the New Mexico Desert) , foi publicado ainda em 1994 e se concentra na origem dos destroços encontrados. Já o segundo, publicado três anos depois e denominado O incidente de Roswell: caso encerrado (The Roswell report : case closed), aborda os relatos de corpos de alienígenas. No primeiro relatório a USAF afirmava que os restos encontrados eram de balões do Projeto Mogul, altamente secreto, projetado para detectar possíveis testes nucleares soviéticos (o primeiro teste nuclear soviético só aconteceria em 1949). Para isso, detectores acústicos de baixa frequência eram colocados em balões lançados a altas altitudes. Outros pesquisadores também chegaram, de forma independente, à relação entre Roswell e o Projeto Mogul: Robert Todd,  e Karl Pflock, autor de Roswell: Inconvenient Facts and the Will to Believe.[carece de fontes?] O relatório de 1997 (Case Closed) conclui classificando as alegadas testemunhas em duas categorias: "confusas" ou "tentando perpetrar um embuste, acreditando que nenhum esforço sério seria feito para verificar as suas histórias".
Os pesquisadores do Projeto Mogul ainda vivos por ocasião da investigação foram entrevistados, em especial o professor Charles B. Moore, que era o engenheiro-chefe do projeto. Inicialmente baseados na Universidade de Nova Iorque, os pesquisadores se mudaram para a base de Alamogordo, Novo México, de onde os balões eram lançados. O equipamento utilizado para pesquisas era carregado por uma série de balões (inicialmente de neoprene e mais tarde de polietileno) conectados entre si. Pendurado à série de balões, ia um alvo de radar - uma estrutura multifacetada de compensado recoberto com papel-alumínio - utilizada para rastrear os balões após o lançamento.[carece de fontes?]
A partir dos registros ainda disponíveis sobre o projeto, concluiu-se que os destroços encontrados em Roswell seriam provavelmente do quarto voo, ocorrido em 4 de junho de 1947. Este voo consistia em cerca de vinte e um balões meteorológicos de neoprene ligados entre si, um microfone sonda, explosivos para regular a altitude do aparelho, interruptores de pressão, baterias, anéis de lançamento e de alumínio, três pára-quedas de pergaminho reforçado de cor vermelha ou laranja e três alvos refletores de radar de um modelo não normalmente usado no continente dos Estados Unidos.[carece de fontes?]
De acordo com o diário do Dr. Crary, um dos responsáveis do projeto, o voo NYU 4 foi acompanhado pelo radar até que desapareceu a cerca de 27 km de distância do Rancho Foster. As cartas meteorológicas da época demonstram, contudo, que de acordo com os ventos prevalecentes de então, os alegados balões podem ter sido levados exatamente para o local onde Mac Brazel os teria encontrado dez dias depois.[carece de fontes?]
Já no relatório de 1997, a Força Aérea dos Estados Unidos afirmou que os estranhos corpos descritos por algumas das testemunhas eram na verdade bonecos de teste do Projeto High Dive, que apenas foi iniciado, no entanto,  em Março de 1953. Concluiu a Força Aérea dos EUA que: diversas atividades da Força Aérea ocorridas ao longo de vários anos foram misturadas pelas testemunhas, que as lembraram erroneamente como tendo ocorrido em julho de 1947; os supostos corpos de alienígenas observados no Novo México "provavelmente"  eram bonecos de testes carregados por balões de alta altitude, que o próprio relatório informa que só foram usados no Novo México a partir de Maio de 1950; as atividades militares suspeitas observadas na área eram as operações de lançamento e recuperação dos balões e dos bonecos de testes; e que os relatos envolvendo alienígenas mortos no hospital da base de Roswell em 1947 "provavelmente" se originaram da combinação de dois acidentes, cujos feridos foram para aí transportados (a queda de um avião KC-97 em 1956, (nove anos depois) no qual onze militares morreram, e um incidente com um balão tripulado em 1959 (doze anos depois) em que dois pilotos ficaram feridos). Para explicar a disparidade de datas, a Força Aérea alegou que as testemunhas foram vítimas involuntárias de um fenómeno mental, a  "compressão temporal ", em que as recordações de acontecimentos passados se tendem a contrair no tempo à medida que se envelhece.
Atualmente, bonecos de teste são amplamente conhecidos pelo público em geral (principalmente por causa de seu uso em testes de segurança de automóveis), mas na década de 1950 eles eram desconhecidos fora dos círculos da pesquisa científica. Os primeiros bonecos de teste (crash test dummies), porém, teriam sido desenvolvidos apenas a partir de 1949, e tinham o tamanho de um adulto normal.
Entre junho de 1954 (isto é, sete anos após o caso Roswell) e fevereiro de 1959, sessenta e sete bonecos foram lançados de balões na região do Novo México, sendo que a maioria caiu fora dos limites das bases militares. Os bonecos eram transportados em grandes caixas de madeira, semelhantes a caixões, para evitar danos aos sensores montados em seu interior. Pelo mesmo motivo, quando retirados das caixas ou após recuperados no campo, os bonecos eram normalmente transportados dentro de sacos plásticos em macas. Em alguns lançamentos, os bonecos vestiam uma roupa de alumínio que protegia os sensores das baixas temperaturas das altas altitudes. Todos estes fatos, além de sua aparência, provavelmente contribuíram, segundo a Força Aérea,  para sua identificação como corpos de alienígenas. Quando o porta-voz da Força Aérea apresentou estes argumentos aos jornalistas, foi acolhido com risos.

## Desenvolvimentos posteriores
A partir de 1979, após as declarações de Jesse Marcel, a versão oficial dos acontecimentos começou a ser posta em dúvida. A opinião pública também, decorridos mais de trinta anos, tinha menos confiança nos governos. Já se tinham dado os escândalos de Watergate (1974)  e o caso Irão- Contras (1987), que contribuíram para o sentimento de muitos cidadãos de que as autoridades costumavam mentir e escondiam fatos.

### Publicações  e  procura de testemunhos
Em 1980, foi publicado o primeiro de centenas de livros sobre o assunto: The Roswell Incident, de William Leonard Moore e Charles Berlitz, baseado nos testemunhos de cerca de noventa indivíduos. Berlitz, professor e linguista,  já era conhecido na altura como autor de livros sobre temas pseudocientíficos como a Atlântida, o  Triângulo das Bermudas e outros.
Os autores alegam encobrimento do episódio logo no seu início, com pressão sobre as testemunhas, essencialmente sobre William Brazel, mantido sob custódia militar por cerca de uma semana, e que não tardaria a arrepender-se de ter sequer falado do assunto. Pela primeira vez são mencionados supostos cadáveres de alienígenas, que contudo Brazel nunca referiu.
Os autores levantam a hipótese de o objecto voador, cerca do dia 2 de Julho de 1947, ter sido atingido por um relâmpago, a norte de Roswell, sofrendo importantes danos, mas continuando no ar até se despenhar por fim num segundo sítio, que pensam ter sido num local conhecido como Plains of San Agustin, onde os corpos dos tripulantes teriam sido descobertos por várias testemunhas, entre elas um grupo de estudantes de arqueologia.
Onze anos depois deste primeiro livro, o militar e escritor Kevin Randle, junto com Donald Schmitt, publicam UFO Crash at Roswell. O livro reune os testemunhos de cerca de duzentos indivíduos, cada um deles com a sua parte no incidente. Apesar de tantos anos decorridos, de acordo com os autores, vários recusaram falar ou invocaram um "voto de silêncio" feito em 1947; outros afirmaram nem sequer terem estado no local dos acontecimentos, apesar de provas em contrário; alguns receavam que lhes fosse retirada a reforma e outros tinham receio do ridículo. Por fim, alguns já tinham falecido. Entre as testemunhas, encontram-se duas altas patentes militares: o Coronel Thomas J. DuBose e o Tenente-Coronel Arthur Exon.
O livro afirma que o caso foi abafado durante anos pelo governo dos EUA (o Senador Davis Chavez alegadamente ordenou à imprensa local que se mantivesse calada sobre o incidente), e os destroços explicados como sendo partes de balões meteorológicos. Aqueles que tinham qualquer informação sobre o evento juraram segredo, e o próprio Brazel teria aceite um novo camião em troca do seu silêncio.
Os relatos das testemunhas reafirmam a existência de um segundo local de impacto, o cerco dos dois  locais por um cordão militar, a passagem do solo a pente fino por dezenas de homens e o envio de todo o material recolhido em voos especiais para várias bases militares, entre elas a de Fort Worth. Algumas testemunhas dizem ter observado cadáveres de tripulantes do objecto, descritos como pequenos seres de pouco mais de um metro de altura,  cinzentos claros, de cabeças grandes em forma de pera, braços e pernas magros. vestindo fatos metálicos ajustados. Os olhos eram grandes, negros e sem pupilas, e afastados. O nariz era uma ligeira protuberância e a boca era uma fenda. As mãos tinham quatro dedos.
Em 1992, S. Friedman e Don Berliner publicaram Crash at Corona: the U.S. military retrieval and cover-up of a UFO, que em parte modificou a teoria do incidente com base em novos testemunhos: os autores sustentam que um OVNI foi destruído no ar no rancho de Brazel, e um segundo OVNI se teria despenhado noutro local (Plains of San Agustin), quase intacto. O número de tripulantes dos objectos poderia atingir oito.
Em 1994, Randle e Schmitt escreveram outro livro, The Truth about the UFO Crash at Roswell, que incluía uma alegação de que corpos dos alienígenas foram levados por avião para serem examinados  por Dwight D. Eisenhower.

### Roswell como mito moderno americano
Em 1997, os antropólogos Benson Saler, Charles Ziegler  e o físico, engenheiro e meteorologista  Charles Moore publicam UFO Crash at Roswell: the genesis of a modern myth.
Para os dois antropólogos, o "mito de Roswell" não passa de um "motivo folclórico tradicional revestido com trajes modernos". Ziegler desdenha os testemunhos contidos nos vários livros até aí publicados sobre o caso - que deveriam ser classificados pelas bibliotecas como relatos de ficção - e propõe nova terminologia: os testemunhos seriam antes "lendas personalizadas" e as testemunhas seriam "traditores". Explica Ziegler que um traditor  é "um portador activo das tradições de um grupo (neste caso, o grupo OVNI) que as pode comunicar verbalmente de uma forma eficaz." Quanto aos autores dos livros sobre Roswell, o seu papel seria similar ao dos folcloristas que registaram os contos folclóricos que a maioria de nós aprendeu quando crianças.
A obra  UFO Crash at Roswell também inclui o relato meticuloso de C. Moore sobre como as experiências de 1947 para lançar refletores de radar por meio de  balões podem ter levado ao mito dos OVNIs de Roswell.

### Majestic 12
Em 1984,  Jaime Shandera, ligado aos meios ufologistas, recebeu na caixa do correio um envelope contendo um rolo  de película  de 35mm  a preto e branco que, quando revelado, mostrava imagens de oito páginas de documentos oficiais descrevendo a "Operação Majestic 12". Os documentos supostamente revelavam um comité secreto de 12 indivíduos,  autorizado pelo Presidente dos Estados Unidos Harry S. Truman em 1952, e explicavam como a queda de uma nave espacial alienígena em Roswell em Julho de 1947 tinha sido escondida, como a tecnologia alienígena recuperada poderia ser explorada, e como os Estados Unidos deveriam envolver-se com a vida extraterrestre no futuro.
Stanton Friedman publicou mais tarde (2005), no livro Top Secret/Majic, o que seriam evidências documentais da existência do grupo governamental clandestino. Infelizmente para Friedman, investigações do FBI e uma análise do investigador independente de alegações ufológicas Philip Klass, concluíram que os documentos são completamente falsos. Uma das maiores evidências disso é que foi encontrada uma carta original do Presidente Harry Truman, de 1 de outubro de 1947, cuja assinatura foi fotocopiada e reproduzida pelo(s) falsário(s) nos documentos MJ-12.
A autenticidade dos documentos é posta em dúvida pela maioria dos ufologistas. Carl Sagan nota que o ponto mais suspeito é exactamente a questão da proveniência - as provas miraculosamente postas à porta de casa, como num conto de fadas. Os críticos notaram que o formato das datas não estava em conformidade com o estilo governamental, os documentos não tinham um número de registo, os títulos militares estavam incorretamente anotados, e as assinaturas pareciam ser copiadas para os documentos. Jacques Vallée ficou convencido  de que a fonte do MJ-12 funcionou como manipulador de uma fuga de informação artificial e não como uma  verdadeira denúncia.